# Lhotka, Přerov
Lhotka là một làng thuộc huyện Přerov, vùng Olomoucký, Cộng hòa Séc.